# Efekt litery z imienia
Efekt litery z imienia (ang. name-letter effect) – tendencja do preferowania przez ludzi liter występujących w ich imieniu i nazwisku. Badani poproszeni o ocenę wszystkich liter w alfabecie, wybór preferowanej z podanej pary bądź wyróżnienie niewielkiej grupy preferowanych liter najczęściej stale oceniali najwyżej litery tworzące zapis ich imienia lub nazwiska. Zasadniczo nie byli świadomi wybierania liter występujących w zapisie ich imienia lub nazwiska.
Odkryty w 1985 przez belgijskiego psychologa Jozefa Nuttina efekt litery z imienia obserwowano w tuzinach replikowanych badań przeprowadzanych na osobach z ponad 15 państw, używających czterech różnych alfabetów. Utrzymuje się mimo różnego wieku i płci badanych. Ludzie, którzy zmienili nazwisko wiele lat wcześniej, wykazują tendencję do preferencji liter zarówno swych obecnych, jak i pierwotnych nazwisk ponad inne litery. Efekt ten najbardziej wyraźny jest w przypadku inicjałów, ale nawet po ich wykluczeniu pozostałe litery imienia i nazwiska są preferowane ponad litery w nich niewystępujące.
Większość ludzi lubi siebie samych. Ich imię wiąże się z self i w związku z tym litery tworzące jego zapis są preferowane, mimo że pojawiają się też w zapisie wielu innych słów. Ludzie nielubiący siebie mają skłonność do braku efektu litery z imienia. Podobny efekt znaleziono w przypadku liczb związanych z datą urodzin: ludzie wykazują tendencję do preferowania liczb oznaczających numer dnia i miesiąca, w których przyszli na świat. Alternatywne wyjaśnienie efektu litery z imienia, jak częsta ekspozycja czy wczesne opanowywanie, wykluczono. W ocenie psychologicznej Name Letter Preference Task jest szeroko wykorzystywanym narzędziem oceniającym samoocenę.
Istnieją dowody na implikacje efektu litery z imienia na podejmowane w życiu decyzje. Podczas eksperymentów badani faworyzowali marki zawierające ich inicjały. Analiza dużej bazy danych datków charytatywnych ujawniła nieproporcjonalnie dużą liczbę ludzi wspomagających zarządzanie kryzysowe po huraganach o nazwach zaczynających się na pierwszą literę ich imienia (np. Kate i Kevin po huraganie Katrina). Badania oceniające wpływ efektu litery z imienia na podejmowanie życiowych decyzji (wybór miejsca życia, małżonka, pracy) budzą kontrowersje.

## Kontekst
Systematyczne zainteresowanie preferencją liter zaczęło się w 1959 od badań nad preferencjami marek przeprowadzanymi przez Mecherikoffa i Hortona. Próbowali oni znaleźć względny stopień podobania się liter na etykietach opakowań. Przy poszerzeniu tamtych badań uczestnicy badań poproszeni zostali o uszeregowanie angielskiego alfabetu w zależności od przyjazności wyglądu dużych liter. O ile nie znaleziono dużych różnic pomiędzy badanymi (niski współczynnik zgodności), o tyle znaleziono silną korelację dodatnią między średnim wynikiem litery a jej częstością pojawiania się jako początkowa litera nazwiska.
Robert Zajonc, psycholog społeczny, opublikował w 1968 badanie preferencji w obrębie par słów (np. „on” lub „off”). W przytłaczającej większości przypadków preferowano najczęstsze słowo. Zajonc przebadał także preferencje nonsensownych słów i odkrył, że lubiono je bardziej, gdy je słyszano. Otrzymane wyniki zinterpretował jako dowód efektu czystej ekspozycji. Uznał, że wystarcza on, by wyjaśnić większą atrakcyjność jednego z bodźców.
Około 1977 belgijski psycholog eksperymentalny Jozef Nuttin jechał drogą szybkiego ruchu, spoglądając na tablice rejestracyjne, kiedy spostrzegł, że preferował tablice zawierające litery jego własnego nazwiska. Zastanowił się, czy ludzie ogólnie wolą bodźce w jakiś sposób z nimi samymi powiązane, rozważał więc coś w rodzaju efektu samej przynależności zamiast Zajoncowskiej samej ekspozycji.

## Pierwsze badanie
W swym laboratorium w Katholieke Universiteit Leuven Nuttin przeprowadził doświadczenie mające sprawdzić hipotezę, zgodnie z którą ludzie wyżej wartościują litery występujące w zapisie ich nazwiska. Dla eksperymentu kluczowe było wyeliminowanie innych czynników, zwłaszcza efektu czystej ekspozycji. Jeśli imiona występujące w nazwisku spotykane są częściej, to preferencja tych liter może wynikać z efektu czystej ekspozycji.

### Metoda
| Irma Maes | Irma Maes | Jef Jacobs | Jef Jacobs |
| --------- | --------- | ---------- | ---------- |
| A         | U         | A          | U          |
| M         | D         | M          | D          |
| T         | R         | T          | R          |
| I         | G         | I          | G          |
| V         | S         | V          | S          |
| E         | N         | E          | N          |
| A         | P         | A          | P          |
| L         | M         | L          | M          |
| H         | F         | H          | F          |
| E         | I         | E          | I          |
| J         | K         | J          | K          |

By wykluczyć efekt czystej ekspozycji, Nuttin stworzył schemat badania ze sprzężoną grupą kontrolną, w których dwóch badanych oddzielnie oceniało te same litery. Część z liter należała do zapisu ich nazwisk, część do zapisu nazwisk drugiej osoby, niektóre zaś były dodane losowo. W takim układzie każdą różnicę preferencji pomiędzy badanymi należałoby przypisać występowaniu liter w ich nazwiskach.
Dla przykładu w tabeli po prawej rozważono fikcyjne nazwiska Irma Maes i Jef Jacobs. Pierwsza para obejmuje A i U. A stanowi ostatnią literę imienia Irma, U w nazwisku nie występuje. Następna para bodźców to M i D: M występuje w zapisie imienia, a D nie. Jak widać w tabeli, sytuacja powtarza się dla pozostałych liter imienia Irma. Litery tworzące zapis jej nazwiska również pojawiają się w odwróconej kolejności, w końcu zaś pojawiają się litery składające się na zapis nazwiska drugiego badanego. W tabeli zacieniono wzór ukryty przed badanymi, którym nakazano zakreślić kółkiem literę z każdej pary tak szybko, jak to możliwe, bez zastanawiania się.
W ten sposób przeprowadzonym badaniu 38 holenderskojęzycznych uczennic lokalnej szkoły podstawowej zakreślało preferowane przez siebie litery w dwóch sparowanych listach liter. Wykryto w ten sposób znaczną preferencję liter własnego nazwiska nad literami nazwiska drugiego badanego. W kolejnym eksperymencie wzięło udział 98 holenderskojęzycznych studentów lokalnego uniwersytetu. Chciano sprawdzić, czy więcej lat czytania wpływa na wyniki. Różniły ich jeszcze 4 czynniki: 1) pary lub trójki liter 2) branie liter w kółko bądź stawianie na mniej preferowanej krzyżyka 3) wyłączenie bądź włączenie rzadkich w holenderskim liter QXYZ; 4) prezentowanie liter nazwiska osoby poddawanej badaniu na początku bądź na końcu. We wszystkich warunkach stwierdzono efekt litery z imienia, silniejszy przy włączeniu liter QXYZ i wykreślaniu krzyżykiem liter mniej preferowanych. Nie stwierdzono istotnych statystycznie różnic przy użyciu liter z imion bądź z nazwisk, bądź i tych, i tych. Efekt był najsilniejszy w stosunku do inicjałów, jednak następcza analiza danych ujawniła istotny efekt nawet po ich pominięciu.

### Dyskusja
Nuttin doszedł do wniosku, że eksperyment wykazał, iż – niezależnie od cech wizualnych, akustycznych, estetycznych, semantycznych i częstości występowania – litery należące do imienia i nazwiska są preferowane nad inne. Osadził zaobserwowany efekt w ramach narcyzmu, psychologii gestalt i uważności, co odbiło się w tytule opublikowanego w 1985 artykułu „Narcissism beyond Gestalt and awareness: the name letter effect”, w którym poza gestalt odnosi się do faktu, że badanym nie pokazywano nazwisk, jedynie osobne litery, poza uważnością zaś do tego, że badani nie zorientowali się, że użyto liter, którymi zapisują swe nazwiska. Nuttin twierdził, że znaleziony przez niego efekt był pierwszym wychodzącym poza uważność i psychologię gestalt.

## Drugie badanie
W 1987 Nuttin opublikował opis kolejnego badania, eksperymentów przeprowadzonych w 1984 i 1985 z pomocą Hilde Sas . Z powodu daleko idących implikacji efektu litery z imienia dla teorii psychologicznych Nuttin uznał za rozsądne sprawdzić wpierw ogólność i siłę efektu, nim założy się program badawczy skierowany ku zrozumieniu procesów afektywnych i kognitywnych leżących u jego podłoża. Zastanawiał się, czy efekt litery występuje we wszystkich kulturach i społecznościach językowych bądź czy może poprzednie badanie wykazało taki efekt z powodu pewnych niepoznanych jeszcze idiosynkratycznych aspektów holenderskiego w Belgii.

### Metoda
Międzyjęzykowe badania przeprowadzono na 13 europejskich uniwersytetach, wykorzystując 12 różnych języków, mianowicie holenderski, angielski, fiński, francuski, niemiecki, grecki (jako jedyny w badaniu język zapisywany alfabetem niełacińskim), węgierski, włoski, norweski, polski, portugalski i hiszpański. Pierwotny projekt nie nadawał się zbytnio do długodystansowych badań i standaryzacji, zastąpiono go prostszym, łatwiejszym do replikacji. Badanych proszono o zaznaczenie sześciu najbardziej lubianych dużych liter w losowej liście zawierającej wszystkie litery lokalnego alfabetu, ponownie bez większego namysłu. Najbardziej preferowaną oznaczyć mieli liczbą 1, kolejną 2 i tak dalej. Nową metodą zastosowano najpierw w Belgii. Gdy okazało się, że efekt litery imienia działa, badanie przeprowadzono w innych krajach. W eksperymencie uczestniczyło 2047 osób, studentów.

### Dyskusja
Pośród języków i liter średnie prawdopodobieństwo wybrania litery jako jednej z sześciu wynosiło 0,30 dla liter z zapisu nazwiska i 0,20 dla innych liter. Najsilniejszy efekt obserwowano w badaniach norweskich i fińskich. W eksperymentach węgierskich, portugalskich i włoskich efekt występował, ale nie w znacznym stopniu. Stwierdzono go również w przypadku przedstawiania badanym jedynie liter nazwiska rodowego oraz jedynie inicjałów. Prawdopodobieństwo wyboru inicjału z sześciu ulubionych liter wynosiło 0,46. Dalsze analizy ujawniły, że całkowity efekt litery z imienia nie ograniczy się po prostu do inicjałów: wykluczając inicjały, cały czas obserwowano badany efekt we wszystkich analizowanych językach.
Nuttin przeanalizował dane, szukając podobnego efektu związanego z literami narodowymi, ale go nie znalazł. Norwedzy nie faworyzowali liter N (jak Norge) bardziej niż ludność innych krajów ani też Węgrzy nie faworyzowali M (jak Magyarország). Doprowadziło to Nuttina do wniosku, że indywidualny związek z literą wywiera skutki afektywne nieobserwowane przy związku grupowym.
Rzeczone dane pozwoliły także na zbadanie, czy widoczność stanowi ważny czynnik w efekcie litery z imienia. Samochody w Austrii i na Węgrzech mają naklejki informujące o państwie z pierwszą literą inną niż w miejscowym języku (A i H). Nie wywiera to wpływu na mieszkańców tych krajów.
Jak w pierwszym badaniu, w drugim także postawiono sobie za cel zbadanie relacji z nielubianymi literami. Badanych poproszono o wybranie sześciu najmniej lubianych liter. Jak poprzednio, występowanie danej litery w zapisie czyjegoś nazwiska znacznie redukowało szansę, że będzie ona nielubiana. Ujawniła się asymetria w hierarchii preferencji liter. W 12 językach wystąpiła zgodność co do najmniej preferowanych liter, nie obserwowano jej dla liter najbardziej preferowanych. Asymetria ta przywodzi na myśl odkrycie Czapińskiego podczas analizy preferencji uczestników szkolnych wycieczek: panowała znaczna zgoda co do trzech najmniej lubianych uczniów, niewielka natomiast, jeśli chodziło o trzech najbardziej lubianych.

## Odbiór
Wyniki okazały się zaskakujące, wobec czego Nuttin wahał się przez 7 lat, zanim zdecydował się je opublikować. Po raz pierwszy wspomniał je na konferencji European Association of Experimental Social Psychology w 1984 , następnie odwołał się do nich w artykułach z 1985 i 1987. Jego praca spotkała się z szerokim sceptycyzmem, czego też się spodziewał. Loosen, badacz z tego samego uniwersytetu, określił efekt litery z imienia tak dziwnym, że badacz twardo stąpający po ziemi spontanicznie nazwałby je artefaktem. Jego krytyka wynikała z błędnej interpretacji projektu badawczego Nuttina. Loosen myślał, że badani zostali losowo dobrani w pary. Jednakże Nuttin dobrał pary tak, by zminimalizować wspólne sylaby w nazwiskach. Inni badacze nie określili wyników explicite fałszywymi, jednakże powątpiewali w ich psychologiczną relewancję. W ciągu pierwszych pięciu lat po publikacji (1985–1989) artykuł Nuttina zacytowano tylko raz, a sam opisany efekt przebadany został tylko na jednym innym uniwersytecie (Ohio State University), gdzie Johnson zreplikował wyniki, badając studentów amerykańskich . Ponieważ efekt zachodzi silniej w przypadku inicjałów, Johnson wprowadził nazwę initial-letter effect. Nuttin nie zgodził się z takim redukcjonizmem, mówiąc, że nie ma potrzeby tworzenia iluzji dwóch efektów tam, gdzie wystarczy jeden.
Wszystko zmieniło się w 1995, gdy Greenwald i Banaji zwrócili uwagę, że praca Nuttina jest relewantna w stosunku do pośrednich pomiarów poczucia własnej wartości, co Nuttin w rzeczywistości już wcześniej sugerował. Oryginalne badanie zacytowano po tym 14 razy między 1995 a 1999, 50 razy między 2000 a 2004, 114 razy między 2005 a 2009 i około 200 razy między 2010 a 2014. Efekt litery z imienia nie był już dłużej podważany, a pracę Nuttina metaanaliza 44 publikacji dotyczących tego efektu autorstwa Stiegera, Voraceka & Formanna (2012) określiła jako brzemienną w skutki. Metaanaliza ta nie wykryła natomiast nawet śladu złudzenia publikacyjnego.

## Cechy
W metaanalizie z 2014 Hoorens określiła efekt jako silny. Wskazała jego siłę pod względem:
- zakresu: efekt litery z imienia jest silniejszy w przypadku inicjałów, zachodzi jednak nawet przy ich wykluczeniu[30], choć Koole, Smeets, van Knippenberg i Dijksterhuis wykryli go tylko w przypadku inicjałów, ale nie innych liter[36].
- identyfikacji płciowej: wszystkie badania, poza dwoma, wskazują na zachodzenie efektu u kobiet i mężczyzn[30]. Wyjątek stanowią badania autorstwa Albers, Rotteveel & Dijksterhuis oraz Stieger, Preyss & Voracek[37][38]. Role płciowe, w związku z którymi osoby przyswajają i wykazują cechy, postawy i zachowania normatywnie jako męskie bądź żeńskie, mogą także odgrywać pewną rolę[39]. Można to zmierzyć poprzez zadanie gender initial-preference task, w którym badanych prosi się i ocenę liter pod względem gender. Mężczyźni oceniali swe inicjały jako bardziej męskie, a kobiety jako bardziej żeńskie[40] .
- wieku: efekt stwierdzono u ludzi od dzieci szkolnych przez studentów, osoby w wieku średnim do osób starszych[30]. Jedyny wyjątek stanowi badanie autorstwa Kernis, Lakey i Heppner[41].
- kultury: choć istnieje wiele różnic między kulturami Wschodu a Zachodu, wliczając w to częstość używania nazwisk rodowych bądź inicjałów, efekt wydaje się występować międzykulturowo[30]. W badaniu grupy z Tajlandii, gdzie rzadko używa się nazwisk rodowych, Hoorens, Nuttin, Herman i Pavakanun znaleźli znacznie silniejszy efekt z przypadku imienia niż nazwiska[42]. Kitayama i Karasawa nie wykazali większego efektu w przypadku inicjałów w Japonii, gdzie inicjałów używa się rzadko, stwierdzili jednak ogólny efekt[43].
- języka: przebadano 15 języków: bułgarski, holenderski, angielski, fiński, francuski niemiecki, grecki, węgierski, włoski, japoński, norweski, polski, portugalski, hiszpański, tajski, należące do 4 rodzin językowych (indoeuropejskiej, uralskiej, chińsko-tybetańskiej i japońskiej), zapisane za pomocą 5 pism (greckie, łacińskie, cyrylica, dewanagari, kana). W każdym przypadku stwierdzono efekt litery z imienia[30][43][44].
- czasu: w badaniu preferencji inicjałów Stieger i LeBel wykryli, że ludzie, którzy zmienili nazwisko po ślubie, cały czas wykazywali efekt litery imienia otrzymanego przy narodzinach po dekadach małżeństwa. Ponadto badani, którzy weszli w związek małżeński przed mniej niż dwoma laty, wykazywali już efekt litery inicjału swego nowego nazwiska[45].

## Wyjaśnienia
Badano różne proponowane wyjaśnienia efektu litery imienia. Niektóre z nich wydawały się z początku wiarygodne, ale później je odrzucono.

### Obalone hipotezy

#### Sama ekspozycja
Ludzie mogą po prostu lubić najbardziej to, co najwięcej widzą. Litery pojawiające się najczęściej w codziennym życiu danej osoby także częściej należą do zapisu jej nazwiska. Forer w 1940 i Alluisi & Adams w 1962 znaleźli pozytywną korelację między częstością występowania liter i fonemów a ich subiektywną atrakcyjnością. Zajonc rozszerzył te badania, używając cudzoziemskich symboli i kontrolując liczbę ekspozycji. Doprowadziło go to do sformułowania hipotezy samej ekspozycji: im więcej ktoś coś widzi, tym bardziej to coś lubi. Oryginalne badanie Nuttina wykazało jednak, że czysta ekspozycja nie może być przyczyną efektu litery z imienia, jako że litery o takiej samej częstości występowania były różnie oceniane przez ludzi, w których zapisach nazwisk litery te występowały albo nie. Nuttin przypuścił, że dla każdej litery całkowita ekspozycja będzie w przypadku każdej osoby w miarę podobna. Nazwisko osoby dorosłej jest czytane lub pisane niezbyt często w porównaniu z innymi słowami. Inni badacze zgodzili się z tym. Greenwald i Banaji mówili o dążeniu do asymptoty. Nuttin odkrył także, że o ile litera B rzadko występuje w języku francuskim, a litera Q ze średnią częstością, w badaniach z osobami francuskojęzycznymi litera B należała do najbardziej lubianych, Q natomiast do najmniej. Podobnie w języku polskim Y występują z umiarkowaną częstością, pomimo czego należy do najsilniej preferowanych liter. W każdym z języków najrzadziej używane litery były nadreprezentowane w zbiorze najmniej preferowanych, natomiast najbardziej preferowane rzadko były literami najczęściej używanymi. Pomiary ekspozycji w warunkach laboratoryjnych przeprowadzone przez Zajonca (20-25 razy) były niewielkie w porównaniu z obserwacjami występowania w realnym życiu dowolnej litery, co spowodowało, że Nuttin podał w wątpliwość, czy hipoteza Zajonca sprawdza się w rzeczywistym świecie.

#### Subiektywna częstość
Subiektywna częstość to poczucie, jak często dany bodziec pojawia się wedle badanego. Litery z nazwiska mogą być zauważane w większym stopniu i w konsekwencji przypisuje im się częstsze niż w przypadku innych liter występowanie. Wczesne badania wpływu ekspozycji wykazały, że różnice w subiektywnej częstości przyniosły odmienne rezultaty, nawet gdy rzeczywista częstość była taka sam. Hoorens i Nuttin zbadali, czy subiektywna częstość może stanowić wyjaśnienie efektu litery z imienia, prosząc badanych o dwukrotną ocenę wszystkich liter z alfabetu: raz w zakresie preferencji liter i raz w kwestii szacowanej częstości występowania. Badani rzeczywiście znacznie przeszacowywali częstość występowania liter ich nazwisk, jednak nie wykryto pozytywnej korelacji pomiędzy przeszacowaniem częstości występowania danej litery a efektem litery imienia. Badacze poprosili również badanych o ocenę, jak bardzo lubią swe nazwisko. Osoby lubiące je wykazywały silniejszy efekt litery z imienia od osób nielubiących swego nazwiska, jednak nie przeszacowywały częstości tychże liter bardziej, niż osoby nie lubiące swego nazwiska. Hoorens & Nuttin doszli do wniosku, że badania nie wspierają hipotezy subiektywnej częstości.

#### Warunkowanie ewaluatywne
Warunkowanie ewaluatywne wskazuje, że jeśli dana nazwa jest lubiana, tak samo będzie z literami jej zapisu. Proces zachodzi przez powtarzalne wzrokowe kojarzenie liter zapisu z samą nazwą. Martin & Levey zdefiniowali warunkowanie ewaluatywne jako warunkowanie klasyczne, poprzez które ktoś zaczyna coś lubić bądź nie lubić przez kojarzenie. Zaobserwowano, że nazwa własnej osoby należy do przyciągających uwagę bodźców, jak zauważył Cherry w przypadku efektu cocktail party, wobec czego możliwe jest, że efekt litery z imienia wynika z warunkowania ewaluatywnego. Feys przeprowadził kontrolowane badanie na grupie flamandzkiej, parując nieznane symbole (japońskie Kanji) z nazwiskami badanych i innymi nazwami. Wykrył brak różnic w poziomie lubienia zapisów Kanji ich własnego nazwiska i innych nazw. Doszedł do wniosku, że warunkowanie ewaluatywne nie jest główną przyczyną efektu litery z imienia.

#### Subiektywne posiadanie
O subiektywnym posiadaniu mówi się, gdy badani rozmyślnie wybierają litery zapisu ich nazwisk. Nuttin wykluczył strategię świadomych odpowiedzi w testach. Pomimo nagrody pieniężnej i nieograniczonego czasu żaden z badanych jego oryginalnego badania nie potrafił znaleźć wzorca na bodźce, co negowało możliwość, że badani wiedzieli, iż wybierali litery zapisu ich nazwiska.

#### Mastery pleasure
Litery, których dziecko uczy się na początku, najczęściej występujące w zapisie jego imienia, mogą mieć trwałe pozytywne skojarzenia. Hoorens i Todorova zbadali tę kwestię, szukając efektu litery z imienia z dwujęzycznych osób, których pierwszy język zapisywano cyrylicą, kolejny zaś – alfabetem łacińskim. Ponieważ uczenie się języka obcego nie nakłada zwykle specjalnej uwagi na litery zapisu nazwiska, efekt nie powinien występować w przypadku ich drugiego alfabetu, a być obecny tylko w pierwszym. Badanie, które objęło 100 osób bułgarskich, którzy w starszym wieku nauczyli się angielskiego, niemieckiego, francuskiego lub hiszpańskiego, ujawniło efekt litery imienia tak samo jak w cyrylicy. Nie wynikał on ze wspólnych liter obydwu alfabetów. Stwierdzono go dla wspólnych liter o identycznej wymowie (AEKMT), wspólnych liter o różnej wymowie (BCFPYU) i dużych liter łacińskich nie występujących w cyrylicy (DFGIJNRVWZ). Badacze doszli do wniosku, że mastery pleasure nie stanowi głównej przyczyny efektu. W kolejnym badaniu Hoorens, Nuttin, Herman & Pavakanun przetestowali siłę efektu litery z imienia u dzieci szkoły podstawowej w badaniu przekrojowym uczniów flamandzkich i węgierskich z II, IV i VI klasy. Zamiast spodziewanego spadku działania badanego efektu z wiekiem znaleziono jego wzrost, dowodząc, że mastery pleasure nie jest jego główną przyczyną. Inne badania również wykazały wzrost efektu z wiekiem, przykładowo Corenblum i Armstrong w badaniu aborygeńskich dzieci kanadyjskich. Przebadano również występowanie efektu litery z imienia w dwujęzycznej grupie tajskiej, z której część osób uczyła się angielskiego alfabetu w tym samym czasie, co pisma tajskiego, inni zaś podjęli naukę angielskiego później. Jako bodźce prezentowano tylko tajskie spółgłoski. Samogłosek tajskich nie można użyć samodzielnie, gdyż ich brzmienie zależy od kontekstu. Badacze odkryli, że czas, w którym uczniowie uczą się drugiego alfabetu, nie wpływa na siłę efektu litery z imienia, wykluczając w ten sposób mastery pleasure jako jeden z kodeterminantów.

### Przyczyny prawdopodobne
Uważa się, że efekt litery z imienia wynika z nieświadomych, automatycznych procesów samooceny, przy czym różne grupy badawcze dochodzą do tego z dwóch różnych punktów widzenia.

#### Samo posiadanie
Nuttin wyraża przyczyny w terminach posiadania, zapożyczonego z psychologii ekonomicznej. Efekt posiadania polega na tym, że ludzie przypisują większą wartość danym rzeczom tylko dlatego, że są to ich rzeczy. Nuttin odkłada efekt litery z imienia do ludzi automatycznie lubiących bądź wartościujących pozytywnie cokolwiek wiążącego się z nimi. Jako taki efekt ten byłby kolejnym tylko przykładem bardziej ogólnego efektu samego posiadania. W takim wypadku można by wywieźć pewne przewidywania.
- Większość ludzi powinno lubić swe nazwisko. Wtedy powinni oni też lubić litery jego zapisu. Hipotezę przetestowali Hoorens i Nuttin – większość ludzi oceniało swe nazwisko względnie wysoko. Ponadto badani oceniający swe nazwisko względnie pozytywnie lubili litery jego zapisu bardziej, niż ci, którzy negatywnie oceniali swe nazwisko[70].
- Osoby dwujęzyczne wykorzystujące dwa alfabety powinny demonstrować efekt litery z imienia w obu alfabetach. W ich drugim alfabecie efekt winien być słabszy, jako że jego litery w mniejszym stopniu wiązane są z sobą. Hoorens i Todorova odkryli, że osoby dwujęzyczne z tendencją do lubienia liter zapisu ich imienia w cyrylicy wykazywały także tendencję do lubienia liter, którymi zapisywano ich imię w alfabecie łacińskim. Potwierdzono, że w drugim alfabecie efekt jest słabszy[61]. Wynik został powtórzony w badaniu tajsko-angielskim autorstwa Hoorens, Nuttin, Herman i Pavakanun[71].
- Podobne efekty znaleziono w przypadku innych cech powiązanych z self, jak dzień urodzin. Nickell, Pederson i Rossow odkryli, że ludzie lubią numery reprezentujący miesiąc i rok ich urodzin. Lubią też rok ukończenia szkoły[72]. Badając japońskich studentów, Kitayama i Karasawa znaleźli silny efekt daty urodzin (birthday-number effect) dla dnia miesiąca, zwłaszcza w przypadku liczb przekraczających 12. Wyższe liczby mogą wiązać się dla tych osób tylko z dniem urodzin, podczas gdy niższe są bardziej wysycone innymi znaczeniami[43].

#### Niejawna samoocena
Inna grupa badaczy osadziła przyczynę w kategoriach psychologii społecznej, zwłaszcza teorii samooceny. Rozpoczęli to Greenwald i Banaji w 1995. Twierdzono, że efekt litery z imienia wynika z niejawnej samooceny, przejawianej przez daną osobę tendencji do oceniania się w spontaniczny, automatyczny, nieświadomy sposób. Efekt halo samooceny rozprzestrzenia się na atrybuty związane z self, włączając w to nazwisko i litery służące jego zapisowi. Już w 1926 Syz odkrył, że imię własne w porównaniu z obcymi traktowane jest wyjątkowo, wywołując mierzalne reakcje skórne. Sądzi się, że kiedy osoba rozpoznaje litery zapisu swego nazwiska, odczuwa pozytywne uczucia nieświadomej samooceny. Te pozytywne uczucia skłaniają badanego czy badaną do bezwiednego wyboru liter swego nazwiska, wywołując dyskutowany efekt.
- Jako proces automatyczny efekt litery z imienia powinien dla danej osoby pozostawać na tym samym poziomie przez całe jej życie. Koole, Dijksterhuis i van Knippenberg zbadali tę kwestię, prosząc holenderskich studentów o ocenę każdej litery alfabetu wraz z neutralnymi pytaniami, odwracającymi uwagę, dwukrotnie w czasie czterech tygodni. Preferencje dla tych samych liter nie zmieniły się znacząco pomiędzy pierwszym i drugim badaniem[77]. Hoorens i współpracownicy odkryli także, że oceny nie uległy zmianie, kiedy 164 badanych oceniało litery 7 dni z rzędu[78].
- Jako proces automatyczny efekt powinien, jak inne takie procesy uwzględniające preferencje, być zakłócany przez świadome myślenie. Wielokrotne badania wykazały, że myślenie o odczuciach hamuje automatyczne odpowiadanie[79][80]. Koole, Dijksterhuis i Knippenberg kazali badanym oceniać litery i liczby naturalne od 1 do 50. Połowie badanych polecono wyjaśnić swe preferencje. Znaleźli efekt liter z imienia i efekt daty urodzin u osób odpowiadających bez namysłu, ale nie u tych poproszonych o zastanowienie się. Wskazuje to, że efekt litery z imienia może być procesem automatycznym[81].
- Nieświadoma autoregulacja zwiększa się w stanie psychologicznego zagrożenia. Jeśli omawiany efekt należy do nieświadomej autoregulacji, powinien wzrastać w poczuciu zagrożenia. Jones, Pelham, Mirenberg i Hetts odkryli, że o wysokiej jawnej samoocenie byli poddawani psychologicznemu zagrożeniu, wykazywali podwyższone preferencje liter imienia. Dla odmiany uczestnicy o niskiej samoocenie wykazywali tendencję przeciwną[82]. Komori i Murata później powtórzyli to z dwujęzycznymi Japończykami których proszono o wybór preferowanych liter alfabetu angielskiego[83].
- Jeśli efekt litery z imienia stanowi proces automatyczny, podprogowe użycie liter zapisu nazwiska powinno wpływać na inne preferencje. Wentura, Kulfanek i Greve zbadali to, wykorzystując technikę primingu. Pokazywali badanym pierwszy i ostatni inicjał imienia ich bądź badanego, zbyt szybko, by mogło to zostać uświadomione. Następnie bezpośrednio pojawiały się słowa takie jak „honest” czy „lonely”. Badani mieli szybko ocenić widziane słowo jako pozytywne bądź negatywne. Odkryto, że badani kategoryzowali pozytywne słowa szybciej, jeśli poprzedzał je inicjał ich własnego nazwiska. Efekt nie występował dla słów negatywnych. Silniejszy efekt występował u osób z wysokiej jawnej samoocenie[84][85].
- Jeśli występuje efekt halo rozprzestrzeniający się na cokolwiek związanego z self, ludzie w związkach powinni lubić litery zapisu nazwisk swych partnerów bardziej od innych liter. LeBel i Campbell przetestowali tę hipotezę, odkrywając efekt litery z imienia dla inicjałów partnerów badanych[86]. DeHart, Pelham, Fiedorowicz, Carvallo i Gabriel doszli do wniosku, że efekt występuje także w odniesieniu do rodziców i dzieci, rodzeństwa i przyjaciół[87].

## Zastosowania
W ocenie psychologicznej efekt litery z imienia można zastosować jako miarę samooceny. Istnieją 2 rodzaje samooceny: jawna (przemyślana i świadoma ocena siebie czyniona przez daną osobę) i niejawna. Ponieważ z definicji samoocena niejawna nie jest dostępna introspekcji, jej pomiary nie polegają na bezpośrednich odpowiedziach, ale na stopniu, w jakim obiekty związane z samooceną generują pozytywne lub negatywne myśli.
The Letter Preference Task stanowi najpopularniejszą metodę pomiaru niejawnej samooceny z wyjątkiem jedynie Implicit-association test. Narzędzie nazywano także Name Letter Preference Task, Name-Letter-Ratings Measure i Initial Preference Task. Nie istnieje standardowa metoda stosowania narzędzia. Najczęściej wykorzystuje się ocenianie liter, obejmujące wypowiedzenie się badanego odnośnie do wszystkich liter alfabetu. Występują jednak wariacje tej metody w instrukcjach (jak bardzo badany lubi litery lub atrakcyjne są dlań), w zastosowanych skalach Likerta (5, 7 lub 9 punktów), w porządku liter (stochastyczny lub alfabetyczny) i w zbieraniu danych (papier i ołówek albo komputer).
Nie ma standardowego algorytmu obliczania niejawnej samooceny. W użyciu jest przynajmniej 6 algorytmów. W swej metaanalizie efektu litery z imienia Stieger, Voracek i Formann rekomendowali użycie algorytmu I. Natomiast metaanaliza Hoorens nie rekomenduje konkretnego algorytmu, jako że niewiele wiadomo o tym, jak wynik badania efektu litery z imienia uzyskany różnymi algorytmami wpływa na najważniejszą wartość psychometryczną, trafność treściową. Algorytmy są zazwyczaj stosowane jedynie do inicjałów, ale używać ich można do wszystkich liter napisu imienia.
Stieger, Voracek i Formann rekomendują podwójne używanie narzędzia i oddzielne policzenie efektu dla inicjału imienia oraz inicjału nazwiska oraz połączenie z narzędziem badającym efekt daty urodzin, instrukcje wobec tego skupiają się na lubieniu raczej niż atrakcyjności. Sugerują, że może być użyteczne użycie nie samych inicjałów, ale wszystkich liter zapisu nazwiska dla oceny niejawnej samooceny, co stanowi najważniejszą rekomendację Hoorens. The Letter Preference Task wykorzystywano do pomiaru niejawnej samooceny w tak odmiennych kontekstach, jak zaburzenia depresyjne, zdrowie psychiczne, akceptacja społeczna, nadmierny optymizm, odbiór informacji zwrotnych, autoregulacja emocjonalna i obronność.

## Szersze znaczenie
Badacze poszukiwali szerszych implikacji efektu litery z imienia, zarówno w laboratorium, jak i poza nim.

### Badania laboratoryjne
W kontrolowanych badaniach przeprowadzanych w warunkach laboratoryjnych Hodson i Olson starali się znaleźć dowód na to, że ludzie lubią w codziennym życiu to (zwierzęta, jedzenie), co wiąże się z ich inicjałami. Nie znaleziono na to żadnych dowodów, ani w przypadku zależności między badanymi (np. Judy nie lubi rzeczy o nazwach zaczynających się od J bardziej, niż lubi je Doug), ani w przypadku preferencji tej samej osoby (np. Judy nie lubi jajka bardziej, niż miodu). Badacze odkryli niewielki, ale wiarygodny efekt inicjałów wpływający na preferencje marek u danych osób (np. Hank woli Hondę od nazw nie wiążących z jego imieniem). Spekulowano, że nazwy markowe prędzej komunikują tożsamość, niż inne przedmioty codziennego użytku. Stieger rozszerzył te badania, szukając preferencji nazw produktów przy kupowaniu. Odkrył, że ludzie nieproporcjonalnie częściej kupowali produkty o ich inicjałach. Efekt ten występował głównie w przypadku wielkich marek. Nie znaleziono żadnej korelacji między siłą indywidualnego efektu litery z imienia a siłą efektu związanego z preferencją marki u tej samej osoby.
Wiebenga i Fennis sprawdzali, czy wykorzystanie zaimków osobowych ja i mój w markach wpływa na preferencje, jako że zaimki te wiążą się z ja. Odkryli, że nazwy marek z odnoszącym się do ja zaimkiem (jak iPhone, mySpace) były oceniane bardziej pozytywnie, niż nie posiadające takiego odniesienia (np. Xbox). Odkryty efekt zachowywał się jak efekt litery z imienia: kiedy ja znajdywało się w sytuacji zagrożenia, efekt rósł w siłę, znikał zaś u ludzi z negatywną samooceną.
Polman, Pollmann i Poehlman odkryli, że dzielenie inicjałów z członkami grupy może polepszyć jakość pracy grupowej. W badaniu studentów odkryto, że badani dzielący wspólne inicjały radzili sobie lepiej, niż grupy bez takich powiązań. Grupy z wyższym ułamkiem wspólnych inicjałów przewyższały grupy o niskim ułamku .

### Poza laboratorium

#### Kontrowersyjne
Badacze poszukiwali dowodów na przyciąganie przez efekt litery z imienia poza laboratorium. Wiele kontrowersyjnych badań pod płaszczykiem implicit egotism, poczynając od pracy Pelham, Mirenberg i Jones, badało, czy ludzie nieświadomie podejmują decyzje życiowe, kierując się litrami swych nazwisk. Sceptycy odpowiadają, że twierdzenie, jakoby nazwiska bądź ich litery wpływały na decyzje życiowe, jest tak nadzwyczajne, że wymaga też nadzwyczajnych argumentów.
Simonsohn nakłaniał badaczy do surowego przyjrzenia się zmiennym zakłócającym w badaniach terenowych. Przykładem takiej zmiennej jest popularność imion nadawanych dzieciom. Wykazuje ona znaczne fluktuacje z dekady na dekadę. Simonsohn odkrył, że choć Walter i Dennis mają prawie taką samą popularność w dużej próbce amerykańskich pierwszych imion żyjących osób, Walter jest względnie staroświecki. Badacz zasugerował, że kiedy Pelham et al. znaleźli nieproporcjonalnie wysoką liczbę dentystów o imionach rozpoczynających się od „Den” w porównaniu z noszącymi imiona zaczynające się od „Wal”, przeoczyli to, że Walterowie byli przeciętnie starsi i z większym prawdopodobieństwem emerytowani. Fluktuacja częstości nadawanych dzieciom imion zdaje się być lepszym wytłumaczeniem dysproporcji między dentystami „Den” i „Wal”, niż implicit egotism. Wykorzystując różne zbiory danych (Twitter i Google+) oraz różne metody analizy statystycznej, Kooti, Magno i Weber nie stwierdzili dowodu na dysproporcję pomiędzy podejmowanymi przez badanych zawodami i ich imionami. Przeoczenie zmiennej stanowiło również problem w przypadku kontrowersyjnych badań starających się powiązać inicjał ze śmiercią. Christenfeld, Phillips i Glynn doszli do wniosku, że ludzie o pozytywnych inicjałach (jak ACE czy VIP) żyją statystycznie dłużej od tych o negatywnych inicjałach (jak PIG czy DIE). Konkluzję takową oparli o analizę tysięcy kalifornijskich aktów z lat 1969–1995. Morrison i Smith zauważyli następnie, że wynik był artefaktem grupowania danych na podstawie wieku zgonu. Częstość inicjałów zmieniała się w czasie i mogła stanowić zmienną zakłócającą. Kiedy zgrupowali te same dane względem roku urodzenia, nie znaleźli statystycznie istotnych zależności między inicjałami i długością życia. Podobnie Smith znalazł błędy statystyczne, które doprowadziły Abela i Krugera do błędnego wniosku, jakoby gracze Major League Baseball o pozytywnych inicjałach żyli dłużej od baseballistów o negatywnych inicjałach.
Dyjas, Grasman, Wetzels, van der Maas i Wagenmakers poddali krytyce metodę Pelham et al., wykorzystując w swej analizie archiwa śmierci 23 miast „Saint…” w USA, jak Saint Louis czy Saint Paul. Kidy Pelham et al. zebrali wszystkie dane razem i doszli do wniosku, że ludzie skupiają się wokół miast o pasującej pierwszej literze (np. Louis czy Paul), Dyjas et al. wykorzystali hierarchiczne modelowanie Bayesowskie to wykazania istnienia kilku miast, gdzie zachodzi coś wręcz przeciwnego, ludzie oddalają się od ich miasta „Saint…”. Wniosek był taki, że nie ma dowodów na ogólny efekt. Wyodrębniono inny zbiór miast związanych z 30 nazwiskami, jak Jackson i Johnson City, nie ujawniając nieproporcjonalnie dużej liczby zmarłych osób o nazwiskach wiążących się z nazwą miasta. Dyjas et al. dyskutowali to, że ludzie ciągną do miast związanych z ich nazwiskiem, w zamian cytując argumentację Simonsohna, że wiele potomków założycieli miast nigdy z nich nie wyjechało, przypadek odwrotnej przyczynowości.
Simonsohn podniósł także możliwość odwrotnej przyczynowości w analizie autorstwa Anseel i Duyck dużego zbioru danych nazwisk Belgów i firm, dla których pracują. Anseel i Duyck doszli do wniosku, że ludzie mają tendencję do wybierania pracy dla firm o nazwach pasujących do ich inicjałów. Jednak Simonsohn podejrzewał, że chodzi raczej o to, jak w przypadku Disneya pracującego w The Walt Disney Company, wiele osób pracuje w firmach nazwanych od nich samych bądź od członków ich rodzin. Wprowadzając kontrolę w dużym zbiorze danych amerykańskich, nie dostrzegł żadnych dowodów wyboru pracy w firmie związanej z inicjałami.
Kilka kontrowersyjnych badań powiązało z inicjałami osiągnięcia. Jednak McCullough i Williams nie dostrzegli dowodu wpływu efektu litery z imienia w przypadku litery K na striking out baseballistów (zapisywany na tablicy wyników literą K), mimo że wcześniejsze badania, które przeprowadzili Nelson i Simmons, sugerowały taki wpływ. Nelson i Simmons wykryli także, że studenci o inicjałach C lub D dostawali gorsze oceny, niż ci o inicjałach A lub B. Ponownie McCullough i Williams podali krytyce analizę statystyczną i wykazali brak dowodu wspierającego takową zależność.
W odpowiedzi na krytyczną analizę ich wcześniejszych metod badawczych dokonaną piórem Simonsohna Pelham i Carvallo opublikowali w 2015 nową pracę, opisując, jak teraz kontrolowali gender, etniczność i wykształcenie. W jednym z badań przyjrzeli się danym ze spisu ludności, dochodząc do konkluzji stanowiącej o dysproporcjach wśród 11 zawodach podejmowanych przez mężczyzn, które to wiązały się z ich nazwiskami, przykładowo Baker (piekarz), Carpenter (stolarz), Farmer, co New Scientist nazwał terminem nominative determinism . Voracek, Rieder, Stieger i Swami zbadali, jaką drogą przebiega przyczynowość, gdy nazwa wpływa na wybór zawodu. Napisali, że dzisiejszy Smiths ciągle wykazuje tendencję do fizycznych zdolności jego przodków, pracujących jako kowale. Wedle badaczy hipoteza genetyczno-społeczna zdaje się bardziej realna, niż hipoteza efektów implicit egotism .

#### Niepodważone dotychczas badania

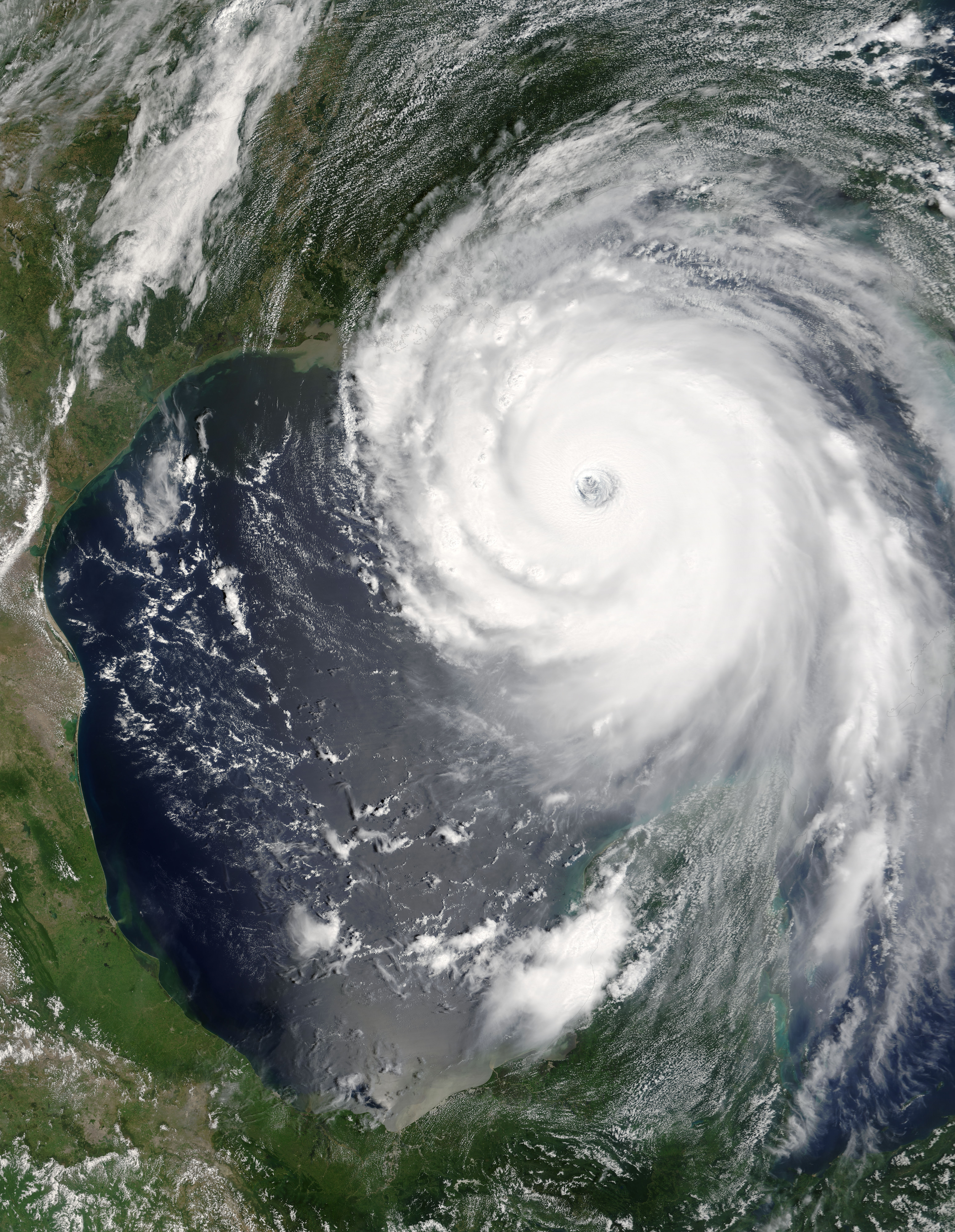
Huragan Katrina: ludzie o inicjale K w szczególności przeznaczali pieniądze na cele charytatywne z nim związane

Chandler, Griffin i Sorensen zbadali powiązanie między literami imienia i powszechnie akceptowanymi datkami. Przeanalizowali datki związane z siedmioma huraganami (w tym Katriną, Ritą i Mitchem). Odkryli, że osoby dzielące inicjał z huraganem byli nadreprezentowani wśród darczyńców. Wniosek brzmiał, że ludzie pragną przezwyciężyć pewne negatywne uczucia związane ze wspólnym inicjałem i to skłania ich do donacji. Simonsohn zasugerował, że implicit egotism stosuje się jedynie do przypadków, w których ludzie prawie nie preferują żadnej z opcji, nie można go więc zastosować do opisu poważnych decyzji, jak wybór kariery, w przeciwieństwie do mniej ważnych wyborów, jak wybranie danego celu charytatywnego.